# گریت لیکس ایر
گریت لیکس ایر (به انگلیسی: Great Lakes Air) یک شرکت هواپیمایی است. دفتر مرکزی گریت لیکس ایر در سنت. ایگنس، میشیگان، ایالات متحده آمریکا واقع شده‌است و قطب این شرکت هواپیمایی در Mackinac County Airport قرار دارد.